# Балтача, Сергей Павлович
Сергей Павлович Балтача́ (укр. Сергій Павлович Балтача; род. 17 февраля 1958, Жданов, Сталинская область, УССР, СССР) — советский и украинский футболист, защитник и полузащитник. Мастер спорта СССР (1977), мастер спорта СССР международного класса (1980), заслуженный мастер спорта СССР (1986).

## Биография
Родился 17 февраля 1958 года в Жданове (ныне Мариуполь, Донецкая область, Украина). Воспитанник мариупольской детской команды «Азовсталь» и харьковского спортинтерната. Выступая за киевское «Динамо», по четыре раза выигрывал чемпионат СССР и кубок СССР. Сергей Балтача также выигрывал Кубок обладателей Кубков УЕФА (1986).
За сборную СССР провел 45 матчей, забил 2 гола. Сыграл 2 матча за олимпийскую сборную СССР. Также за сборную СССР сыграл в одном неофициальном матче (СССР — Звёзды мира — 3:3, 28 июня 1989), в котором забил гол.
В конце 1988 года, одним из первых советских футболистов уехал играть в Великобританию. Двести тысяч фунтов стерлингов за него заплатил английский футбольный клуб «Ипсвич Таун».
В январе 1989 дебютировал за новый клуб в домашнем матче против «Суонси Сити» и помог выиграть команде со счётом 5:1.
В 1989—1990 годах провел 8 игр за «Ипсвич Таун», из них только 3 в основе. В июле 1990 бесплатно достался шотландскому футбольному клубу «Сент-Джонстон», за который успешно играл 3 сезона. В 1993—1994 играл за «Инвернесс Каледониан Тисл». В последнем выступал и как играющий тренер.
Затем работал на Украине ассистентом главного тренера клуба «ЦСКА-Борисфен» в 1995—1998 годах. После возвращения в Шотландию работал ассистентом главного тренера в «Сент-Миррене» (1998—1999), тренером Шотландской футбольной ассоциации (1999—2001).
С 2001 года — тренер юношеской академии клуба «Чарльтон Атлетик», Англия. Определённый период времени работал в «Челси», а в 2012 году вновь вернулся в «Чарльтон Атлетик».

## Достижения

### Командные
Динамо (Киев)
- Чемпион СССР (4): 1980, 1981, 1985, 1986
- Обладатель Кубка СССР (4): 1978, 1982, 1985, 1987
- Обладатель Суперкубка СССР (3): 1981, 1986, 1987
- Обладатель Кубка обладателей Кубков УЕФА: 1986
- Финалист Суперкубка УЕФА: 1986

Сборная СССР
- Победитель молодёжного чемпионата мира: 1977
- Чемпион Европы среди молодёжных команд: 1980
- Бронзовый призёр Олимпиады 1980
- Вице-чемпион Европы: 1988

### Личные
- В списках лучших футболистов Украинской ССР[укр.] (7): № 1 (1980—1985), № 2 (1986), № 3 (1978)
- В списках 33 лучших футболистов СССР (7): № 1 (1981—1985) — 4 раза, № 2 (1978, 1980, 1986)
- Мастер спорта СССР: 1977
- Мастер спорта СССР международного класса: 1980
- Заслуженный мастер спорта СССР: 1986
- Участник чемпионатов мира (2): 1982, 1986
- Орден «За заслуги» ІІІ степени (2016)[2]

## Семья
- Жена — Ольга Балтача — участница Олимпийских игр в пятиборье и семиборье.
- Сын — Сергей, бывший футболист.
- Дочь — Елена (1983—2014) — теннисистка.

С Ольгой впоследствии развёлся, стал жить со второй женой, Оксаной, в южном Лондоне.